# كريستوفر مكديرموت
كريستوفر مكديرموت (بالإنجليزية: Christopher McDermott)‏ مواليد 7 يونيو 1989، هو لاعب كرة يد بريطاني. شارك في دورة الألعاب الأولمبية الصيفية سنة 2012.

## روابط خارجية
- كريستوفر مكديرموت على موقع أوليمبيديا (الإنجليزية)
- كريستوفر مكديرموت على موقع اللجنة الأولمبية البريطانية (الإنجليزية)